# Parfondrupt
Parfondrupt is een gemeente in het Franse departement Meuse (regio Grand Est) en telt 53 inwoners (2009). De plaats maakt deel uit van het arrondissement Verdun.

## Geografie
De oppervlakte van Parfondrupt bedraagt 8,0 km², de bevolkingsdichtheid is dus 6,6 inwoners per km².

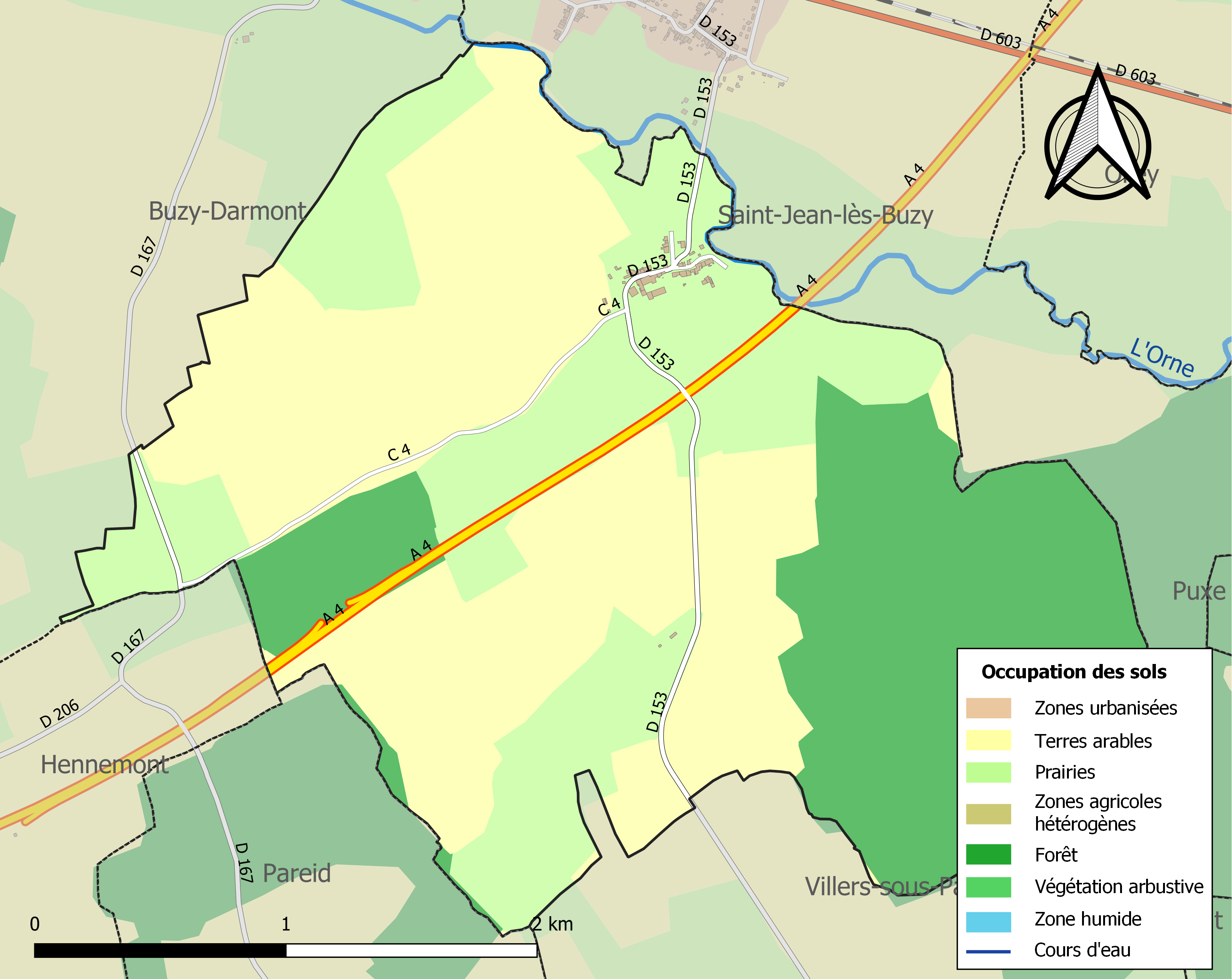
Kaart van de gemeente met de belangrijkste infrastructuur, bodemgebruik en omliggende gemeenten

## Demografie
Onderstaande figuur toont het verloop van het inwonertal (bron: INSEE-tellingen).